# Glioksilatni ciklus
Glioksilatni ciklus je prilagojena različica Krebsovega cikla (citratnega cikla) in anabolna presnovna pot, ki se pojavlja pri rastlinah, bakterijah, protistih in glivah. Gre za sklop kemijskih reakcij, kjer se acetil-CoA pretvarja v sukcinat, da se nato sintetizirajo ogljikovi hidrati. Živalske celice niso zmožne pretvarjanja acetila-CoA, izvirajočega iz katabolnih reakcij maščob, v ogljikove hidrate.

## Osnovne značilnosti
Nekatere rastline in množica mikrobov je zmožna uporabe acetata kot izhodiščne spojine za sintezne reakcije glukoze. Glioksilatni ciklus se od bolj razširjenega Krebsovega cikla razlikuje po zgolj dveh spremenjenih reakcijah. Proces je še posebej pomemben, kadar acetatna molekula predstavlja edini vir ogljikovih atomov za organizem.

### Biokemijske reakcije
Sprva poteče aktivacija acetatne molekule, pri čemer nastaja acetil-CoA. Reakcijo katalizira encim acetil-CoA-sintetaza, za nastanek acetila-CoA pa je potreben tudi razpad molekule adenozina trifosfata (ATP) na adenozin monofosfat (AMP) in pirofosfat (PPi). Slednji je zmožen hidrolitskega razpada na dve fosfatni molekuli, pri čemer reakcijo katalizira encim pirofosfataza.
Reakcija nastajanja acetil-CoA iz acetata: acetat + CoA-SH + ATP ⇌ acetil-CoA + AMP + PPi
Hidrolitski razpad pirofosfata: PPi + H2O ⇌ 2Pi
Glioksilatni ciklus se po aktivaciji acetatne molekule prične z reakcijo med acetilom-CoA in oksaloacetatom, produkt reakcije, ki jo katalizira encim citrat-sintaza, je citratna molekula. Enaka reakcija poteče tudi v Krebsovem ciklu.
- acetil-CoA + oksaloacetat + H2O ⇌ citrat + CoA-SH[2]

Sledita dehidracija in vnovična vezava vodne molekule, pri čemer iz citrata nastane izocitrat. Reakcijo pospešuje encim akonitaza.
- citrat ⇌ izocitrat[2]

Zatem pride do koraka, ki se razlikuje od Krebsovega cikla. Izocitrat lahko namreč na tem mestu prehaja v proces oksidativne dekarboksilacije, ki je predstopnja Krebsovega cikla, lahko pa se vključi v glioksilatni ciklus. Namesto, da bi potekla redoks reakcija (oksidoredukcija) izocitrata, se zgodi nehidrolitična cepitev na sukcinat (štiriogljična molekula) in glioksilat (dvoogljična molekula z aldehidno, -CHO, in karboksilno, -COOH, funkcionalno skupino). Encim, ki pospešuje razpad, se imenuje izocitrat-liaza.
- izocitrat ⇌ sukcinat + glioksilat[2]

Sukcinat, nastal iz izocitrata, sedaj zapusti glioksilatni cikel in se vključi v biosintetske reakcije, pri katerih nastaja glukoza, medtem ko glioksilat nadaljuje pot v ciklusu. Poteče vezava glioksilata in acetila-CoA, produkt reakcije, ki jo katalizira encim malat-sintaza, sta malat in CoA-SH.
- glioksilat + acetil-CoA + H2O ⇌ malat + CoA-SH[2]

Zadnja reakcija je pretvorba malata v oksaloaceta, ki z acetilom-CoA sodeluje v prvi reakciji (nastajanju citrata). Reakcijo katalizira encim malat-dehidrogenaza.
- malat + NAD+ ⇌ oksaloacetat + NADH + H+[2]

### Pomen
Dobro poznana je vloga glioksilatnega ciklusa v semenih višjih rastlin, ki imajo zalogo energije v obliki rastlinskih olj (triacilglicerolov). Triacilgliceroli se lahko na tak način razgrajujejo na acetil-CoA in nato porabljajo za nastajanje ogljikovih hidratov. Glioksilatni ciklus se odvija v posebnih celičnih organelih, imenovanih glioksisomi, kjer so zbrani potrebni encimi. Po pretvorbi izocitrata v glioksilat in sukcinat, slednji prehaja iz glioksisomov v mitohondrij, kjer se vključi v proces glukoneogeneze, nastajanja ogljikovih hidratov iz neogljikohidratnih virov (z encimi Krebsovega cikla se najprej pretvori v oksaloacetat).